# Semaeopus fuscifrons
Semaeopus fuscifrons là một loài bướm đêm trong họ Geometridae.